# رنگ مایع
عبارت رنگ مایع یا کنسانتره رنگ مایع، به سیستمی می‌گویند که شامل یک چسب مایع (حامل)، رنگ‌ها یا رنگدانه‌ها و سایر افزودنی‌ها مانند افزودنی‌های فرآیند، تثبیت‌کننده‌ها یا موارد این چنینی اشاره باشد. رنگ‌های مایع برای رنگ آمیزی یا تغییر خواص در پلاستیک‌ها ( پلیمر خام یا مواد بازیافتی) مخلوط می شوند. 
به طور عمده سه گروه رنگ مایع وجود دارد.
- رنگ‌های مایع که برای رنگ آمیزی محصولات پلاستیکی استفاده می‌شود.

- کنسانتره‌های افزودنی در حالت مایع که خواص ویژه‌ای را در محصولات نهایی به وجود می‌آورند، مانند تثبیت کننده اشعه ماوراء بنفش، بازدارنده شعله، آنتی استاتیک یا ضد انسداد.

- رنگ‌های مایع ترکیبی که هم حاوی رنگدانه‌ها و هم مواد افزودنی هستند.

## تاریخچه و ارتباط با بازار
رنگ‌های به اصطلاح مایع ، برای رنگ آمیزی پلاستیک‌ها از اواخر دهه 1960و یا ابتدای دهه 1970 استفاده شده است.  با این وجود، رنگ‌های مایع هنوز به طور جامع و گسترده مورد استفاده قرار نمی‌گیرند و تنها 7 درصد سهم بازار در اروپا را اختیار دارند در حالی که 93 درصد بازار برای رنگ آمیزی مستربچ است. این موضوع در ایالات متحده متفاوت است، جایی که سهم بازار رنگ های مایع حدود 40 درصد است.  این عمدتاً به دلیل فناوری دوز ناکافی در زمان‌های اولیه و آلودگی مرتبط با آن در منطقه تولید است. بنابراین رنگ مایع به بد بودن شهرت یافت و هنوز هم در میان پردازنده‌ها محبوبیت چندانی ندارد، اگرچه سیستم‌های دوز با نیازهای کاربران به‌ویژه در دهه اخیر سازگار شده‌اند و امکان جابجایی بی‌دغدغه و آسان وجود دارد. 

## زمینه‌های کاربرد
امکان افزودن رنگ‌های مایع به انواع روش‌های پردازش ترموپلاستیک و ترموست، مانند:
- ورق های اکستروژن/ترموفرمینگ فیلم [۴]
- اکستروژن فوم
- فیلم های دمیده شده
- اکستروژن پروفیل
- قالب گیری تزریقی [۵]
- قالب گیری دمشی تزریقی
- ترکیبات آب بندی
- فرآیند غوطه وری گرم پلاستیزول

|  |

محصولات به دست آمده از روش‌های فرآوری در زمینه‌های زیر استفاده می شود، به عنوان مثال:
- صنعت بسته بندی
- فناوری پزشکی
- صنعت خودرو
- صنعت مبلمان
- صنعت الکترونیک
- صنعت اسباب بازی

## ساخت[۶]
بسته به انتخاب پلاستیک، نوع حامل مایع به دلیل دمای پردازش، سازگاری و کاربرد بعدی حیاتی و مهم است. برای جلوگیری از انتقال مایع حامل تا جای ممکن، از حامل های مایع با مقاومت خوب استفاده می شود که با پلیمر تعامل دارند.
اجزای معمولی عبارتند از:
- استرهای اسید چرب یا اتوکسیلات استر اسیدهای چرب
- نرم کننده ها
- پارافین، روغن های معدنی و طبیعی
- روغن های آلکیدی
- پلی ایزوبوتیلن
- الکل های پلی هیدریک یا الکل اتوکسیلات
- روان کننده
- آنتی استاتیک

از مخلوط های مختلف اجزا نیز استفاده می شود.
رنگ‌ها به صورت دسته‌ای آماده می‌شوند. در این فرآیند، اجزای فرمول در یک چسب که پیش‌تر برای استفاده موردنظر انتخاب شده است، توزیع می‌شوند و سپس پخش می‌شوند. بهینه ترین تجزیه آگلومراها برای اطمینان از اثربخشی بالای کنسانتره های رنگی و / یا افزودنی های فرآیند عملکردی بسیار مهم است. در اینجا معمولاً از حل کننده ها، آسیاب های مهره ای و آسیاب های غلتکی استفاده می شود. برای کاربردهای شفاف و لایه‌های نازک، به ویژه رنگدانه‌هایی که به خوبی تجزیه می‌شوند، نیازمندیم. در عمل، اندازه ذرات کمتر از 5 میکرومتر برای کاربردهای فیلم موفق ثابت شده است.

## تکنولوژی دوزدهی
رنگ‌های مایع را می‌توان به روش‌های مختلف دوز کرد. یکی از روش‌های ساده‌تر،

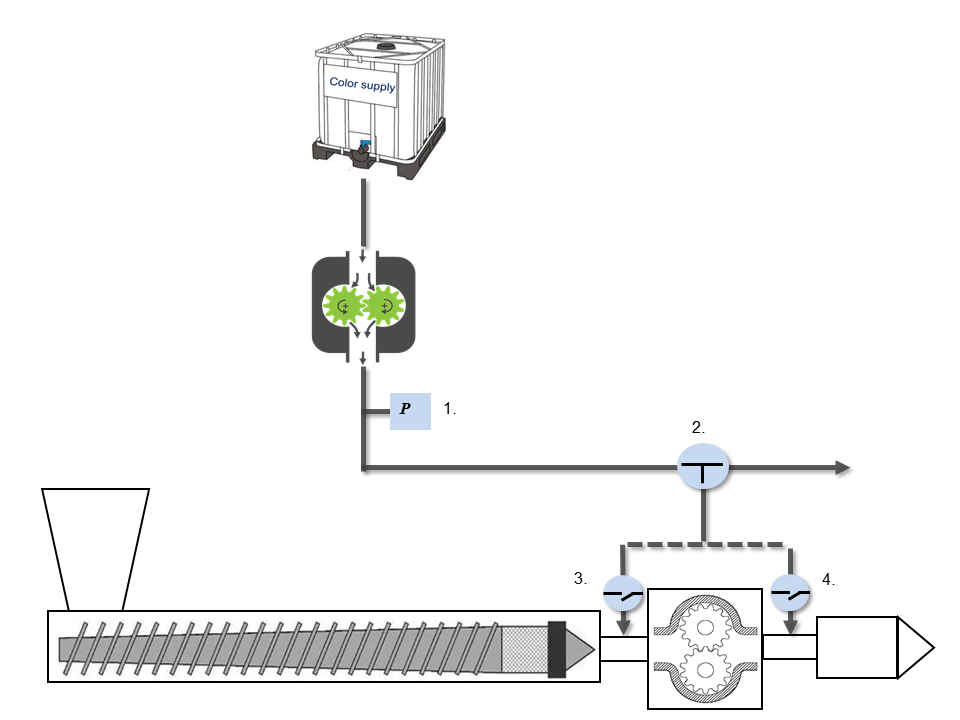
دوز رنگ مایع در مذاب اکسترودر با استفاده از پمپ دنده ای

استفاده از روش درام است. در این روش، گرانول پلیمری با رنگ مایع خیس می‌شود،
سپس در دستگاه مخلوط‌کن همگن می‌شود و معمولاً به مراحل بیشتری از پردازش می‌پردازد.در کاربردهای بزرگ،
سنگدانه‌هایی مانند پمپ‌های پریستالتیک ، پمپ‌های حفره پیشرونده  یا پمپ‌های دنده‌ای معمولاً استفاده 
می‌شوند. در اینجا، دوز می تواند در بالای قیف یا مستقیماً در مذاب انجام شود. 

## مزایا و معایب

### مزایا
به دلیل تولید دسته‌ای، رنگدانه‌ها را می‌توان در محیط حامل مایع تجزیه کرد تا زمانی که به طور بهینه پراکنده شوند. این به معنای این است که ذرات بسیار ریز توزیع می‌شوند، که این امر تأثیر مثبتی بر شدت رنگ و پراکندگی نور دارد. هر دسته را می‌توان از نظر رنگ، ویسکوزیته و توزیع اندازه ذرات کنترل کرد و در صورت لزوم، به طور کلی اصلاح نمود. همراهی رنگ مایع با پلیمر خام در قیف اصلی، موجب بهبود توزیع رنگ مایع می‌شود، حتی قبل از ذوب شدن، به طور آماری بهتر از مستربچ. با استفاده از رنگ مایع بسیار غلیظ، بدون واحدهای اختلاط اضافی، می‌توان به رنگ‌آمیزی همگن و بدون رگه دست یافت، به عنوان مثال با 0.5 درصد دوز.
با توجه به خواص خیس شدن با حامل مایع، رنگدانه‌ها با قدرت کمتری به اجزای فلزی ماشین‌های پردازش می‌چسبند که منجر به کاهش قابل توجهی در زمان تغییر رنگ می‌شود. به خصوص در هنگام استفاده از سیستم‌های رانر داغ، می‌توان تعداد چرخه‌های تمیز کردن را کاهش داد.  علاوه بر این، تزریق رنگ مایع به مذاب پلاستیک در پایین دست با استفاده از تکنولوژی دوز مناسب امکان‌پذیر است. این به این معناست که تنها بخشی از خط تولید باید هنگام تغییر رنگ شسته شود، که باعث صرفه‌جویی قابل توجهی در مواد و زمان می‌شود. 
تولید رنگ‌های مایع در دمای اتاق صورت می‌گیرد و حداکثر دمای 40 درجه سانتیگراد را نمی‌توان تجاوز کرد. این بدان معناست که رنگدانه‌های حساس به حرارت مانند رنگدانه‌های فلورسنت یا نورروز از نظر حرارتی آسیب نمی‌بینند. الگوهای عیب مانند لکه‌ها و رگه‌های سیاه کاهش می‌یابد و ردها به حداقل می‌رسد.   رنگ‌های مایع نیازی به خشک شدن پیش از استفاده ندارند، که این باعث کاهش هزینه‌های انرژی، تلاش حمل و نقل، و همچنین کاهش بار حرارتی بیشتر می‌شود. استفاده از رنگ‌های مایع برای رنگ‌آمیزی پلاستیک‌های پایه زیستی منجر به افزایش مقادیر مشخصه در تست ضربه میله بریده شده می‌شود. 

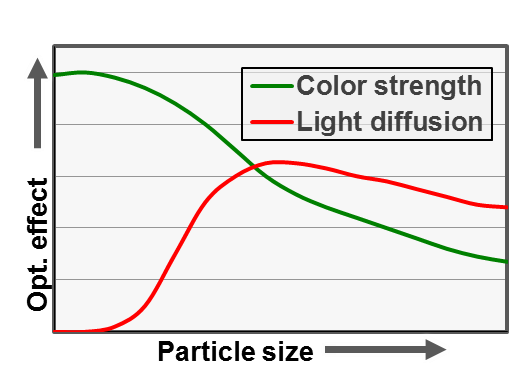
اثر مثبت شدت رنگ و پراکندگی نور رنگ مایع

### معایب
زمانی که دوز در منطقه تغذیه به گونه‌ای است که غلظت رنگ بسیار بالا نیست، تلاش زیادی برای تمیز کردن بدون استفاده از تجهیزات دوز مناسب صورت می‌گیرد. این امر به دلیل این است که اگر دوز رنگ بیش از حدی انجام شود، ممکن است روغن کاری بیش از حدی بر روی پیچ پلاستیک کننده تأثیر بگذارد و باعث ایجاد مشکلاتی در سیستم شود.  این، به معنای ایجاد یک لایه مایع بیش از حد بر روی پیچ پلاستیک کننده است که مانع از انتقال یکنواخت گرانول پلیمری می‌گردد. حداکثر دوز رنگ به شدت وابسته به پلیمر مورد استفاده (شامل اندازه ذرات، پوشش سطح و انرژی سطح)، تنظیمات دستگاه و بار رنگدانه رنگ مایع می‌باشد.  این امر می‌تواند باعث ایجاد مشکلاتی در قسمت‌هایی با دیواره‌های بسیار نازک شود که باید تا حد امکان مات رنگ شوند یا حتی از رنگ‌آمیزی با رنگ مایع به طور کلی جلوگیری نماید.
اگر رنگ‌های مایع به اندازه کافی تثبیت نشده باشند، ممکن است رنگ‌ها ته‌نشین شوند. این می‌تواند منجر به لخته‌سازی کنترل نشده شود، به این معنا که ذرات رنگدانه در تماس مستقیم با یکدیگر قرار می‌گیرند و تنها با نیروهای برشی بالا می‌توانند از یکدیگر جدا شوند. هنگام استفاده از مواد افزودنی مناسب، ذرات رنگدانه از طریق مولکول‌های افزودنی به شبکه متصل می‌شوند. بنابراین هیچ تماس مستقیم بین رنگدانه و رنگدانه وجود ندارد. چنین لخته‌هایی را می‌توان با استفاده از نیروهای برشی کمتر، مانند هم‌زدن دستی، از بین برد. 

## جستار‌های وابسته
- پراکندگی
- رنگ پلاستیک
- مستربچ
- پلاستیک
- قالب گیری تزریقی
- اکستروژن
- افزودنی جامد
- سورفاکتانت